# Дуалистическая теория этноса
Дуалистическая теория этноса — концепция этноса, разработанная сотрудниками Института этнографии АН СССР (ныне Институт этнологии и антропологии имени Н. Н. Миклухо-Маклая РАН) во главе с Ю. В. Бромлеем. Была призвана разрешить одну из важнейших проблем этнографии-этнологии о соотношении неизменного ядра свойств этноса и его общей способности значительно изменяться, выражающейся в различных сферах.

## Описание
Ю. В. Бромлей считал, что человечество, несмотря на свою целостность в биологическом отношении, тем не менее развивается согласно общим социальным законам и распадается на большое число исторически сложившихся общностей, среди которых особое место занимает этнос, как особая разновидность человеческой интеграции. Отличительной особенностью этноса от других человеческих общностей являются крайне прочные связи и отношения, которые сохраняются в разнообразных формах организации общества.
Дуалистическая теория, следуя примордиалистской парадигме, выделяет стабильное ядро этноса, сохраняющееся на всем протяжении истории, ему было дано наименование этникос. К этникосу Бромлей относил совокупность культурных элементов, а именно язык, материальную культуру, нормы поведения, психический склад и самосознание, выраженное в самоназвании (этнониме). Важнейшей характеристикой этникоса считалось этническое самосознание.
Этнос в более широком смысле понимался уже как «этносоциальный организм (ЭСО)» как этнос, существующий в пределах государства. То есть, «ЭСО — та часть соответствующего этникоса, которая размещена на компактной территории внутри одного политического (потестарного) образования и представляет, таким образом, определённую социально-экономическую целостность». В то же время, этническая общность — шире этникоса, так как включает основные социальные группы, присущие обществу соответствующей формации (в рамках теории рассматривалась формационная периодизация общества в русле марксистской методологии).